# Richie Sambora
Richard Stephen (Richie) Sambora, född 11 juli 1959 i Perth Amboy, New Jersey, är en amerikansk gitarrist. Han har spelat i rockbandet Bon Jovi från starten till turnén för det politiskt färgade albumet What About Now (2013). Han har också släppt tre soloskivor samt samarbetat med  Foster (Shark Frenzy).
Sambora, som bor i Kalifornien, var 1994–2007 gift med skådespelerskan Heather Locklear. Paret har tillsammans dottern Ava Elizabeth, född i oktober 1997.
Han är en av de kända personer som stöder Michael J Fox Foundation for Parkinson's Research.

## Diskografi
Soloalbum
- 1991 – Stranger in This Town
- 1998 – Undiscovered Soul
- 2012 – Aftermath of the Lowdown

Album med Shark Frenzy featuring Bruce Foster & Richie Sambora
- 2004 – Shark Frenzy - 1978
- 2004 – Volume 1
- 2004 – Volume 2 - 1980-81 : Confessions of a Teenage Lycanthrope

Album med Message
- 1982 – Lessons
- 1995 – Message (nyutgåva med bonusspår)
- 2000 – Lessons (nyutgåva med bonusspår)
- 2006 – Message Live (inspelad 1982)

Album med Bon Jovi
- 1984 – Bon Jovi
- 1985 – 7800° Fahrenheit
- 1986 – Slippery When Wet
- 1988 – New Jersey
- 1992 – Keep the Faith
- 1995 – These Days
- 2000 – Crush
- 2002 – Bounce
- 2005 – Have a Nice Day
- 2007 – Lost Highway
- 2009 – The Circle
- 2013 – What About Now

Album med Cher
- 1987 – Cher

Album med Desmond Child
- 1991 – Discipline

Album med RSO
- 2018 – Radio Free America